# Хартахай, Феоктист Авраамович
Хартаха́й Феокти́ст Авраа́мович (род. между 7 и 25 марта 1836 (по старому стилю), Чердаклы, Мариупольский уезд — 25 марта 1880, Мариуполь) — педагог, историк, этнограф, основатель первых средних учебных заведений в Мариупольском уезде, первый исследователь истории греков Приазовья.

## Биография
Родился в марте 1836 года в селе Чердаклы Маритупольского уезда (ныне село Кременевка Володарского района Донецкой области). Происходил из греков, переселенных из Крыма в 1779 году, — был третьим сыном в семье. Детские годы прошли в родном селе и городе Мариуполе. Отец работал в системе Мариупольского греческого суда, старшие братья после завершения среднего образования также работали в греческом суде.
Феокстист окончил Александровское уездное училище (ныне в городе Запорожье), позже Екатеринославскую гимназию. В 1858 году он поступил в Харьковский университет на историко-филологический факультет. Однако в феврале 1859 года за неспособность оплатить обучение был исключён. В том же году поступил в Киевский университет Св. Владимира, — сразу на второй курс, но по той же причине снова был отчислен.
22 ноября 1860 года Феокстист Хартахай стал студентом Санкт-Петербургского университета первого курса, — сначала на историко-филологическом факультете, а через две недели на восточном факультете. Здесь он подготовил свою первую статью по истории греков Приазовья: «Игнатий, митрополит Готфийський и Кафейський». 
В Санкт-Петербурге он сблизился с группой украинской молодежи, сплочённой вокруг Тараса Шевченко. 28 февраля (12 марта) 1861 года вместе с другими студентами он нёс гроб с телом Тараса Шевченко. Выступал с прощальной речью на Смоленском кладбище. Его речь была опубликована в журнале «Основа».
За участие в студенческих акциях неповиновения 12 октября 1861 года Хартахай был отчислен из университета и в числе 249-ти студентов попал в Петропавловскую крепость, затем — в казематы Кронштадта. Освобождённый в начале декабря того же года, он остался свободным слушателем и вскоре, овладев объёмом знаний за 2-й, 3-йи 4-й курсы, успешно сдал выпускные экзамены и получил аттестат действительного студента без права на чин.
На протяжении нескольких лет Феоктист Хартахай занимался исследованиями по истории Крыма, христианства в Крыму, культуры греков Приазовья и крымских татар. В 1863—1866 годах был сотрудником журналов «Современник» и «Голос». В 1863 году появились его статьи «По поводу «Живописной Украины», «О внешнем проявлении патриотизма», «Батурин»; в 1864 году вышла книга «Христианство в Крыму». В 1864—1867 гг. появились статьи «Шаган-Гирей Крымский хан», «Женский бунт в Севастополе (1830)», «Историческая судьба крымских татар», «По поводу Д. А. Хвольсона». 
В 1866 году уехал в Польшу, где преподавал в гимназиях русский язык и словесность, историю России и Польши, а также география Российской империи и Царства Польского. В 1870 году вышли составленные учителем 2-й Варшавской гимназии Ф. Хартахаем «Букварь» и «Русские прописи» и в 1871 году был награждён «За отлично-усердную службу и особые заслуги» российским орденом Святой Анны 3-й степени. В 1874 году был отмечен польским орденом Святого Станислава 2-й степени. 
В 1875 году вернулся на родину, в Мариуполь, где инициировал открытие мужского училища 2-го разряда с курсом прогимназии и женского училища. С открытием Мариупольской мужской гимназии он стал её директором и на этой должности он оставался до своих последних дней. После открытия женской гимназии он также возглавил её педагогический совет.
В 1876 году Феокстист Хартахай женился в Харькове на Софии Аркадьевне Кузнечной; у них родились две дочери, Анна (1876—?) и Екатерина (1878—?), а менее чем через полгода после его смерти, в 1880 году, родился сын Феоктист.
Одна из улиц Мариуполя носит имя Ф. Хартахая.

## Сочинения
- Ф.А.Хартахай. По поводу «Живописной Украины» // Современник, 1863, Т. 94, №2. С. 147-162.
- Ф. Хартахай. Историческая судьба крымских татар (статья первая) // Вестник Европы», 1866, т. II. С. 182-236.
- Ф. Хартахай. Историческая судьба крымских татар (статья вторая) // Вестник Европы, 1867, т. II. С. 140-174.
- Ф. Хартахай. Русские прописи для народных школ с приложением транспаранта, предписанного г. Министром Народного Просвещения. Варшава, 1870.